# 南非鸭
南非鸭（学名：Spatula hottentota），是雁形目鸭科的一种鸟类。

## 特征
南非鸭体重约276.36克，翼长约147毫米，嘴峰长约36毫米，喙宽度约12.7毫米，喙厚度约11.1毫米，跗蹠长约23.4毫米，尾长约61.8毫米。南非鸭在其分布区内为留鸟，其栖息在开放的湖泊、沼泽等湿地环境中，食性为草食性。

## 分布
分布于撒哈拉以南的非洲和马达加斯加。